# Fansubs

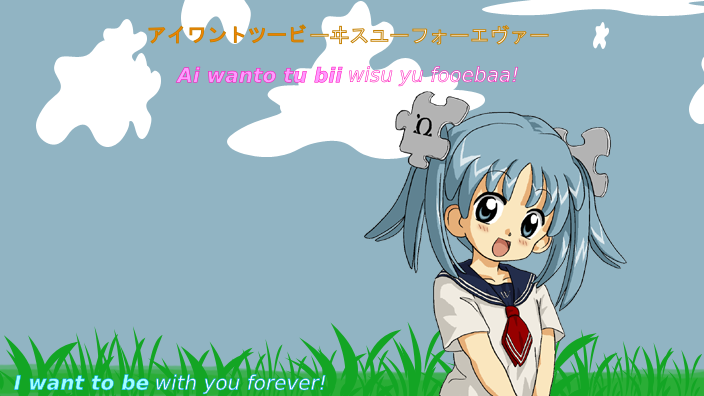
Exempel på hur fansub ser ut.

Fansubs (engelska, efter fan-made subtitles, 'amatörtillverkade undertexter') kallas de undertextningar av filmer och tv-serier som utförs av amatörer utan vinstintresse. De är särskilt vanliga inom anime.
Den översatta filmen eller serieavsnittet görs sedan ofta tillgängliga för nedladdning via nätet. Före utbyggnaden av Internet förekom spridning av fansubs via traditionell postgång med hjälp av VHS-band.

## Anime
Fansubs är särskilt vanligt förekommande inom anime.[källa behövs] All anime publiceras, per definition, i Japan på originalspråket japanska, varför översättning krävs för att den ska nå en bredare publik utanför hemlandet. Medieföretag med fokus på marknader utanför Japan, med resurser nog för att anlita professionella översättare, köper regelbundet in animeproduktioner, men det blir ofta en betydande tidsmässig eftersläpning mellan originalpubliceringen i Japan och återpubliceringen på den nya marknaden. Många fans är inte beredda att acceptera detta utan laddar ner piratkopierade kopior av originalmaterialet, försedda med fansubs.
En stor mängd anime som förses med fansubs och görs tillgänglig för nedladdning kommer inte heller nå en tillräckligt stor publik utanför Japan för att den skall anses tillräckligt intressant för professionell översättning och kommersiell distribution. För många animeintresserade utgör fansubs enda möjligheten, förutom att lära sig japanska, att ta del av detta material.